# 谢尔曼 (纽约州)
谢尔曼（英語：Sherman）是位于美国纽约州肖托夸县的一个镇，地处肖托夸县西部。2010年美国人口普查时，该镇有1653人。最初的定居者于1823年左右到达这里。1824年，谢尔曼镇从米纳镇分出，正式建立。其名称来源于美国开国元勋罗杰·谢尔曼。